# Hoje (álbum de Ludmilla)
Hoje é o álbum de estreia da cantora e compositora brasileira Ludmilla. O seu lançamento ocorreu em 26 de agosto de 2014, através da Warner Music Brasil.

## Sobre o álbum

### Conceito
O álbum possui doze músicas incluindo um remix de "Sem Querer", sendo sete composições da própria cantora. A edição digital do iTunes possui duas faixas bônus. Segundo Ludmilla o álbum tem tudo dela, conforme a declaração para o POPLine: "Eu só canto o que acho legal. Não adianta alguém vir me falar ‘Você vai ter que cantar isso daqui’, porque eu vou falar que não vou cantar se não gostar. Por isso, acho que tem tudo de mim. Esse álbum sou eu".

### Participações
Em entrevista ao POPLine a cantora contou que sempre foi muito fã do cantor Belo, e ela já teve a oportunidade de abrir alguns shows dele, e também brincava "Belo, ainda vou cantar com você. Tu vai ver", e quando houve a gravação do CD o empresário da cantora que é muito amigo do cantor, conseguiu a participação dele na faixa "Não Quero Mais", que conforme a cantora "caiu como uma luva". Ludmilla também sempre foi muito fã de Buchecha, porque o cantor vem lançando o funk-pop, com banda, e ela sempre o admirou, como ambos possui o mesmo empresário gravaram juntos a canção "Tudo Vale a Pena" que conforme a cantora "é a cara dele".

## Recepção da crítica
| Críticas profissionais | Críticas profissionais |
| Avaliações da crítica  | Avaliações da crítica  |
| Fonte                  | Avaliação              |
| ---------------------- | ---------------------- |
| Busterz                | [ 4 ]                  |
| Outra Página           | Mista                  |

O disco recebeu criticas mistas da critica especializada.
O site Outra Página disse que o CD forma uma ponte interessante entre o passado e o presente da artista. Ele ainda disse que as canções "Não Quero Mais" e "Tudo Vale a Pena" soam ligeiramente cafonas, mas trazem um romantismo que envolve e soa bonito, mais elogiou a faixa "Te Ensinei Certin". E terminou dizendo: é tudo simples, acessível e bate direto no ouvinte, Ludmilla entra numa competição ferrenha nas paradas, mas com a postura de uma menina que está afim mesmo é de tirar onda – e se divertir no meio do caminho.
Leo do site Busterz deu 41 de 100 ao álbum de estreia de Ludmilla, e elogiou as faixas "Hoje", "Te Ensinei Certin", "Não Quero Mais (part. Belo)" e "Tudo Vale a Pena (part. Buchecha)", mas negativou a ultima faixa "Sem Querer (Funk Mix)": “é uma versão totalmente funk do primeiro single. Não agregou nada de interessante ao álbum, pior do que isso, tirou todo o atrativo da outra versão.”, ele terminou dizendo que o problema do álbum é o vocal da cantora que é extremamente fraco e disse que as repetitivas batidas de funk e os “tchu tcha”, que são colocados exaustivamente em quase todas as músicas soam muito irritantes.

## Faixas
| N.º | Título                                        | Compositor(es)                    | Duração |  |
| 1.  | "Sem Querer"                                  | Ludmilla                          | 2:49    |  |
| 2.  | "Hoje"                                        | Jefferson Junior, Umberto Tavares | 2:57    |  |
| 3.  | "Garota Recalcada"                            | Ludmilla                          | 2:26    |  |
| 4.  | "Te Ensinei Certin"                           | Jhama                             | 2:12    |  |
| 5.  | "Não Quero Mais" (participação de Belo)       | Jefferson Junior, Umberto Tavares | 3:33    |  |
| 6.  | "Se Eu Descobrir"                             | Rafinha Compositor                | 2:41    |  |
| 7.  | "Tudo Vale a Pena" (participação de Buchecha) | André Vieira, Wallace Vianna      | 3:44    |  |
| 8.  | "Amor Não É Oi"                               | Ludmilla                          | 2:19    |  |
| 9.  | "Fala Mal de Mim"                             | Ludmilla, MC Roba Cena            | 3:30    |  |
| 10. | "Morrer de Viver"                             | Arthur Gaboardi                   | 2:22    |  |
| 11. | "24 Horas por Dia"                            | Ludmilla                          | 3:12    |  |
| 12. | "Sem Querer" (Funk Mix)                       | Ludmilla                          | 2:45    |  |

| iTunes bônus |                    |                |         |  |
| N.º          | Título             | Compositor(es) | Duração |  |
| 13.          | "Poder da Preta"   | Ludmilla       | 3:13    |  |
| 14.          | "Seu Tempo Acabou" | Ludmilla       | 2:25    |  |